# Guerra dels Segadors
La guerra dels Segadors (o Guerra de Separació o Secessió) fou un conflicte bèl·lic que afectà bona part del Principat de Catalunya entre els anys 1640 i 1652 i que tingué com a efecte més perdurable la signatura del Tractat dels Pirineus (1659) entre Espanya i França pel qual se separava del Principat de Catalunya el comtat de Rosselló, el Conflent, el Vallespir, el Capcir i una part del comtat de Cerdanya, que passaren a mans franceses.

## Causes
És comú dir que els Estats monàrquics absolutistes i el règim senyorial sobre el qual es basaven provocaren un conjunt de revoltes pageses que tingueren lloc a Europa al segle xvii. Però realment va ser la defensa de Catalunya després que el canonge de la Seu d'Urgell, Pau Claris, demanés ajuda a França per sufocar la revolta popular contra la burgesia i la noblesa catalana. Catalunya es veié agreujada pel malestar que generà a diferents contrades catalanes la presència de tropes castellanes durant les guerres entre França i Espanya emmarcades en la Guerra dels Trenta Anys (1618 - 1648). Les tropes castellanes que havien entrat a Catalunya per combatre amb els francesos al Rosselló van causar grans mals al camp rural, actuant en determinats moments com un exèrcit d'ocupació.
Un altre detonant fou la crisi de relacions polítiques entre les institucions catalanes del Principat (Generalitat i Consell de Cent) i la monarquia hispànica, a causa fonamentalment de les seves pretensions fiscals per sufragar les guerres en què estava immersa.
El comte-duc Olivares, primer ministre o favorit de Felip IV de Castella i III d'Aragó i Catalunya, estant obligat a cercar nous recursos financers per la corona per fer front a la política expansionista dels Àustries a Europa, proposà el 1626 un programa encaminat a obtenir dels regnes no castellans de la monarquia la mateixa contribució, tant en homes com en diners. Era l'anomenada Unió d'armes, que atemptava contra el règim constitucional català i arrossegava els catalans a les guerres exteriors hispàniques.
L'any 1638, Pau Claris, conegut per la seva lluita contra els bisbes no catalans que sempre col·laboraven amb la corona, fou elegit diputat pel braç eclesiàstic i president de la Generalitat, mentre que Francesc de Tamarit era elegit diputat pel braç militar i Josep Miquel Quintana pel braç popular.
Al voltant del 1639, les dues causes s'entroncaren i es produí la identificació i solidaritat dels pagesos amb l'actitud de recel polític de les autoritats. Així s'anà configurant la doctrina política de l'aixecament i la ideologia popular de la revolta. Però la gran aristocràcia catalana i la burgesia urbana, cada vegada més important, tenien unes actituds polítiques més moderades envers la monarquia.
El mateix any, la caiguda d'Òpol i Salses en mans dels francesos i governades per batlles no catalans, que es rendiren, sembla, per suborn, accentuà la tensió entre la cort i el Principat. Encara que la campanya del Rosselló acabà amb la posterior recuperació de Salses el 28 de gener del 1640. Però malgrat les lleis catalanes, el rei, temorós de nous atacs francesos, ordenà que l'exèrcit hispànic restés sobre el país, alhora que era una càrrega fiscal sobre la pagesia i tot Catalunya en patí les conseqüències. Aquest fet comportà abusos de la soldadesca a la població i produí greus incidents a petits nuclis camperols com Sant Esteve de Palautordera, Riudarenes, Santa Coloma de Farners, Palafrugell, etc. A poc a poc s'estengueren a les poblacions més grans, com a Barcelona, cap i casal, on també van intentar allotjar la tropa i el Consell de Cent, govern municipal, s'hi oposà fermament
Els revoltats van justificar la rebel·lió principalment amb arguments religiosos, acusant l'exèrcit hispànic d'haver comès impunement sacrilegis contra el Santíssim Sagrament en cremar diverses esglésies, a més d'haver realitzat violacions de dones.

## Desenvolupament del conflicte
La primavera del 1640, Francesc de Tamarit fou empresonat per l'autoritat reial, acusat de no facilitar, des del seu càrrec, les lleves i els allotjaments. Camperols revoltats van entrar a Barcelona el 22 de maig, possiblement amb la complicitat de les autoritats catalanes, i el posaren en llibertat juntament amb en Francesc Joan de Vergós i de Sorribes i Lleonard Serra.
Els revoltats, acampats a Sant Celoni, prepararen un assalt a Blanes, on es refugiaven els terços castellans comandats pel comte de Santa Coloma, baró de Queralt i virrei de Catalunya Dalmau III de Queralt, i aquest decidí l'evacuació al Rosselló. En no poder embarcar la cavalleria, Juan de Arce va dirigir-la al nord. Va sortir el 27 de maig, cremà Montiró el 30 de maig i l'endemà es refugià a la ciutadella de Roses.

### El Corpus de Sang
El 7 de juny del mateix any, en el que es coneix com el Corpus de Sang, "La Revolta dels Segadors" es va iniciar a Sant Andreu de Palomar el 1640, quan els sometents de Sant Celoni de Blanes i pagesos de la Catalunya interior que baixaven a contractar-se per la sega van decidir marxar contra les forces del comte-duc Olivares, que es mantenien a Catalunya bo i acabada la guerra contra el francès i que saquejaven poblacions i violaven drets bàsics dels seus habitants. Escolliren per bandera el Sant Crist de la Parròquia de Sant Andreu del Palomar i s'enfilaren cap a Barcelona. Grups de segadors entraren de nou a la ciutat i s'originà un motí, en el qual fou assassinat (no del tot aclarit) el virrei Dalmau III de Queralt. Aquest fet marca l'inici del conflicte, que es converteix de seguida en una autèntica revolta social. Fou succeït per l'anterior virrei Enric III d'Empúries que, tot i patir de molt mala salut, va acceptar el nomenament, i per tercera vegada prestà jurament com a virrei de Catalunya el matí del 19 de juny de 1640. Després d'arrestar els dos comandants més impopulars de l'exèrcit castellà, la seva malaltia s'agreujà i moria el 22 de juliol. Catalunya estava altre cop sense virrei, i els diputats es destacaven com les úniques figures d'autoritat en un territori escombrat per la revolució.
El vespre del 21 de juliol, els tortosins es revolten contra el governador de la ciutat per la sospita que la pólvora que havia rebut, així com les tropes estacionades a Tortosa, serien utilitzades en la repressió reial contra el Principat. La revolta triomfa i davant el bloqueig de Tortosa en el trànsit i estacionament de les tropes castellanes, el comte-duc d'Olivares exigeix en la reunió de la Junta d'Execució del dia 31 de juliol que s'utilitzin mitjans "más sangrientos y rigurosos" contra els revoltats.
Nombroses reunions entre els consellers de Barcelona i els segadors revoltats tingueren lloc a la parròquia de Sant Andreu de Palomar. El 7 de setembre de 1640, els representants de la Generalitat de Catalunya Francesc de Tamarit, Ramon de Guimerà i Francesc de Vilaplana van signar el Pacte de Ceret amb Bernard Du Plessis-Besançon, delegat per Armand Jean Du Plessis de Richelieu (el Cardenal Richelieu) en representació de Lluís XIII de França, pel qual Catalunya havia de rebre suport militar, se separaria de la monarquia hispànica i quedaria constituïda com a república lliure sota la protecció del rei francès.
La Junta de Braços va emetre el dia 18 de setembre una carta al monarca espanyol comunicant-l'hi que a Catalunya tothom era del parer que els qui arruïnaven el Principat eren Olivares i Gerónimo de Villanueva, no pas el rei, però que no obstant això si el monarca permetia l'entrada de l'exèrcit a Catalunya els catalans estaven disposats a defensar les seves constitucions i llibertats amb tots els mitjans.

### La invasió castellana
El governador general del Rosselló, Juan de Garay Otañez va fracassar en el seu intent d'ocupar militarment la franja entre Illa i Millars, i detenir els representants francesos per evitar l'arribada de reforços al Principat.
El setembre, l'exèrcit de Felip IV de Castella comandat per Pedro Fajardo, el marquès de Los Vélez, es va dirigir contra Catalunya, va ocupar Tortosa, que tenia una guarnició castellana al Castell de la Suda, amb un exèrcit de 23.000 infants, 3.000 genets i 24 canons i la va convertir en el port de sortida de tropa i municions a Itàlia i el Rosselló. Avançant en direcció a Barcelona i després de les batalles del coll de Balaguer (10 de desembre) i de Cambrils, el 24 de desembre pren la ciutat de Tarragona, que Roger de Bossost, baró d'Espenan, va rendir sense combatre, fugint cap a França en lloc de defensar Martorell, on van anar les tropes catalanes de la ciutat, mentre Josep Margarit i de Biure atacava la rereguarda a Constantí. L'ocupació fou seguida d'una duríssima repressió contra el poble revoltat.

### Proclamació de la República
El 16 de gener de 1641, davant l'alarmant penetració de l'exèrcit castellà després de la derrota a la batalla de Martorell, Barcelona es va preparar per defensar la ciutat de les tropes hispàniques des de Montjuïc. En aquesta situació, Pau Claris al capdavant de la Generalitat de Catalunya proclamà la República Catalana, amb l'adhesió de la burgesia urbana descontenta per la pressió fiscal i atorgant el desitjat conseller menestral al govern municipal de Barcelona, d'aquesta manera es va acordar una aliança político-militar amb França.

### L'aliança catalanofrancesa

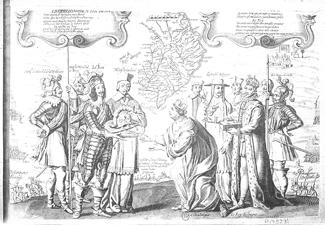
Imatge al·legòrica de la secessió de Catalunya i integració a França

Amb les tropes castellanes allotjades ja a Sants, per tal d'obtenir l'ajuda necessària, sota les disposicions de la Junta de Guerra que es constituí a la ciutat de Barcelona i de la qual formaren part, entre d'altres, Francesc de Tamarit i Joan Pere Fontanella, Catalunya es posava finalment sota l'obediència de Lluís XIII de França el 23 de gener de 1641 i la Generalitat obtingué una important victòria militar en la batalla de Montjuïc (26 de gener del 1641) que obligà l'exèrcit castellà del marquès de Los Vélez a retirar-se a Tarragona, on quedà assetjat durant mesos i fou rellevat com a virrei per Federico Colonna.
Pocs dies després de la victòria de Barcelona, el 14 de febrer arribava l'ajuda de l'exèrcit francès de terra de Philippe de La Mothe-Houdancourt i l'armada de Jean Armand de Maillé-Brézé. El 25 de febrer es forma el Batalló del Principat d'exèrcit regular que lluitarà al costat de l'exèrcit francès, amb 5.000 soldats d'infanteria dirigits per Josep Sacosta i 500 de cavalleria comandats per Josep d'Ardena, que es pagaren amb l'impost del batalló. Tanmateix, el 27 de febrer moria el president Pau Claris, possiblement enverinat.
Per a assegurar que l'adhesió a la corona francesa es realitzava preservant els drets i lleis catalanes, es comença a preparar un document de condicions, el Pacte de la Péronne, signat pel rei de França en temps del president Bernat de Cardona, el 1641.

### El setge de Tarragona
La campanya de Tarragona comença a l'abril de 1641 i s'estableix el setge el 4 de maig, mentre que el bloqueig de la ciutat per mar és efectiu el 5 de maig. Es tanca el cercle a l'interior per Constantí i Salou, però el setge és aixecat quan, en el segon intent, un gran estol espanyol comandat per García Álvarez de Toledo y Mendoza va lliurar provisions a la ciutat, derrotant l'estol francès d'Henri d'Escoubleau de Sourdis. L'exèrcit hispànic era superior en nombre al francocatalà, però la seva moral de derrota després de la batalla de Montjuïc va provocar que els hispànics es quedessin a l'interior de Tarragona. Allí l'exèrcit es desfarà, quedant l'agost només uns 5.000 homes dels més de 15.000 que tenia l'exèrcit el mes de febrer.

### Les campanyes militars
Els castellans envien dues columnes el 1642, la primera de 20.000 homes des de Fraga atacant Lleida i la segona de 4.500 homes des de Tarragona cap al Rosselló, sent interceptats i derrotats a la batalla de Montmeló i la batalla de la Granada. Després de fracassar en els intents d'abastir Roses per terra i per mar, amb la derrota que reben a la batalla naval de Barcelona, els espanyols retiren bona part de l'exèrcit que es troba a Roses per via marítima i França aconsegueix, durant l'estiu del 1642, l'ocupació de Cotlliure, Perpinyà i de Salses i amb això el control dels comtats de Rosselló i de Cerdanya, i les tropes situades al sud van atacar Montsó i Tamarit de Llitera. L'any següent, queden en mans espanyoles únicament Tarragona, Tortosa i Roses.
El Rosselló va caure completament en mans francocatalanes, i d'aquesta manera els objectius de Richelieu i Lluís XIII de França de controlar els comtats nordcatalans quedaven satisfets i, per tant, es van donar per acabades les operacions principals. L'atenció donada pel cardenal Mazarino a les campanyes d'Itàlia provocà un cert desinterès francès, i, en perdre la batalla de Lleida, que es rendí el 31 de juliol, amb la posterior jura de les Constitucions per Felip IV a Lleida el mes d'agost, les posicions pro-espanyoles prevalgueren. A més, el 4 de desembre de 1642, moriria Richelieu, i el 14 de maig de 1643, Lluís XIII, a qui va succeir el seu fill Lluís XIV, conegut com el rei sol, fins al 1652.
El 1644 Felip IV aconseguia recuperar Lleida i mantenir Tarragona de l'assalt franco-català. Això provocà la substitució de La Mothe per Henri Harcourt de Lorena, que cap al final de 1648 contraatacà amb resultats notables, ja que a partir de 1645 els francesos ocupen Roses i recuperen terreny al sud: alliberen Agramunt, Cervera i Mollerussa, sense poder travessar el Segre tot i els setges de Lleida de 1646 i 1647, envaeixen l'Empordà i assetgen Girona, escometen el Vallès i ocupen temporalment Cadaqués, Castelló d'Empúries, Solsona i Berga.
El 6 de gener de 1647 es van crear diversos regiments catalans regulars, tant d'infanteria com de cavalleria. Tortosa es mantingué sota sobirania castellana fins al 1648, en què fou conquerida pels francesos, que s'hi mantingueren fins al 1650. La guerra de la Fronda, una guerra civil francesa durant la minoria d'edat de Lluís XIV de França va afeblir les possibilitats militars franceses a Catalunya, amb la retirada de gran part de la tropa francesa, i va provocar l'avanç de les tropes castellanes.
La recuperació espanyola posa setge a Barcelona, i ja a mitjans de 1653 es produeix el primer contraatac seriós francès amb el setge a Girona. L'any següent la iniciativa passa de nou als francesos en acabar-se la Fronda el 1653 a la Guyena francesa.
Durant la major part de la guerra, la línia divisòria entre les dues sobiranies seguiria aproximadament el Llobregat amunt, trencaria vers Igualada i Cervera i la Seu d'Urgell, totes tres de la banda francesa. Incursions des d'una i altra banda feren oscil·lar aquesta línia. Amb el Tractat dels Pirineus, França renunciava al Principat de Catalunya però s'annexionava el Rosselló, el Conflent i part de la Cerdanya. Catalunya conservava les seves institucions i les seves constitucions, però França abolia totes les dels territoris controlats.
Per poder abastir els esforços militars, Jorge de Bande va instal·lar la Fàbrica de Municions de Ferro Colat de Corduente per als castellans, més a prop dels escenaris de guerra.

### El final de la guerra

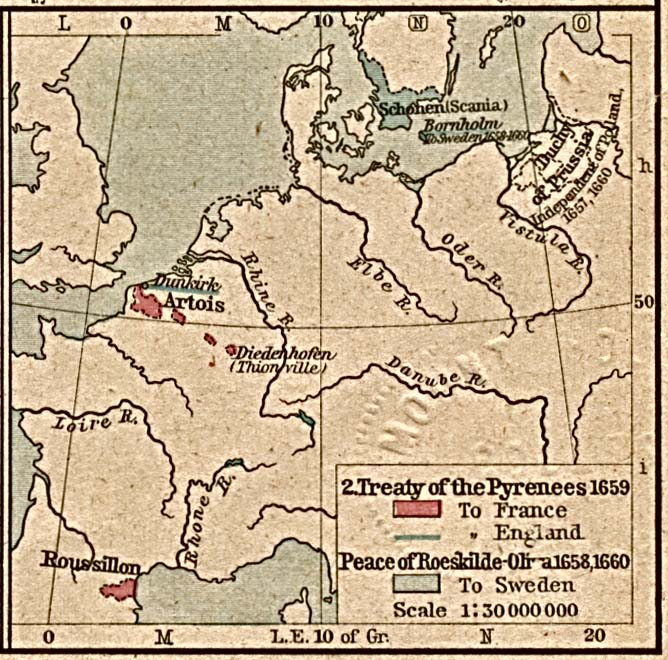
Tractat dels Pirineus

El conflicte s'allargà més enllà de la Pau de Westfàlia (1648). Però, durant la guerra, els mateixos conflictes anteriors amb els castellans es repetien ara amb els francesos. Les tropes franceses també provocaren malestar i entraren en lluita amb la població rural. De la mateixa manera, l'administració política francesa a Catalunya tingué greus topades amb els organismes polítics i eclesiàstics catalans per no respectar les constitucions.
La campanya espanyola de 1649 va partir de Lleida amb 6.000 homes i 3.000 cavallers comandats per Juan de Garay Otañez. Va avançar des de Lleida, passant per Vimbodí, Poblet, Cabra del Camp, Montblanc, Valls, Constantí, Tarragona (on es van rebre reforços), Torredembarra, Vilanova i la Geltrú i Sitges (on deixaren tropes). Tornant cap a Lleida, van abandonar la costa i van obtenir una victòria a Vilafranca el 17 d'octubre i a Montblanc el 14 de novembre.
Cap al 1650 el suport que inicialment s'havia donat al domini francès s'ensorrava mentre l'exèrcit espanyol, Francisco de Orozco, el marquès de Mortara, avançava una altra vegada des de Lleida i posava setge a Barcelona l'agost de 1651. El 1652 Barcelona, després de més d'un any de setge i l'entrada de la pesta, queia en mans de l'exèrcit de Felip IV comandat per Joan Josep d'Àustria. D'aquesta manera es posava fi al conflicte i les autoritats catalanes restaven novament sota l'obediència del rei castellà.

### Els intents de recuperar el territori
Les tropes franceses encara es mantingueren a Catalunya, i Tortosa es mantingué sota sobirania castellana fins al 1648, en què fou conquerida pels francesos, que s'hi mantingueren fins al 1650. La guerra de la Fronda, una guerra civil francesa durant la minoria d'edat de Lluís XIV de França va afeblir les possibilitats militars franceses a Catalunya, amb la retirada de gran part de la tropa francesa, i va provocar l'avanç de les tropes castellanes. La recuperació espanyola al llarg de 1652 va fer recuperar Barcelona als castellans, i encara que el conflicte va continuar al Rosselló, el 1653 el front s'havia estabilitzat al llarg de la frontera moderna dels Pirineus i a mitjans de 1653 es produeix el primer contraatac seriós francès amb el setge a Girona. L'any següent la iniciativa passa de nou als francesos en acabar-se la Fronde el 1653 a la Guiena francesa.
Felip va tornar a la fallida, mentre que el final de la Fronda va permetre a Mazzarino reprendre els atacs a Milà, la possessió dels quals permetria a França amenaçar l'Àustria dels Habsburg. L'intent va fracassar malgrat el suport de Savoia, Mòdena i Portugal. A hores d'ara, els dos antagonistes estaven esgotats, sense poder establir el domini; de 1654 a 1656, les grans victòries franceses a Arras, Landrecies i Saint-Ghislain van ser compensades per les victòries espanyoles a Pavia i Valenciennes. Sota la pressió del Papa, Mazzarino va oferir la pau però es va negar a acceptar la insistència de Felip que Condé tornés als seus títols i terres franceses. Com que Felip ho va veure com una obligació personal, la guerra va continuar.
Durant la major part de la guerra, la línia divisòria entre les dues sobiranies seguiria aproximadament el Llobregat amunt, trencaria vers Igualada i Cervera i la Seu d'Urgell, totes tres de la banda francesa. Incursions des d'una i altra banda feren oscil·lar aquesta línia. Amb el Tractat dels Pirineus, França renunciava al Principat de Catalunya però s'annexionava el Rosselló, el Conflent i part de la Cerdanya. Catalunya conservava les seves institucions i les seves constitucions, però França abolia totes les dels territoris controlats.
Les tropes franceses es retiraren a la signatura del Tractat dels Pirineus el 1659, i el 1653, acabat el conflicte de la Fronda, el general francès Philippe de La Mothe-Houdancourt amb els catalans liderats per Josep Margarit i de Biure, un total de 14.000 homes i 4.000 cavalls entrava per el Pertús. Jacques de Rougé de Plessis-Belliére prenent Castelló d'Empúries i Figueres, i el 12 de juliol es posava setge a Girona, que fou aixecat per Joan Josep d'Àustria, que recuperà tot l'Empordà tret de Roses.
Armand de Contí va dirigir una nova ofensiva en 1654 en la que recuperà l'Empordà tret de Castelló d'Empúries, el Conflent, Puigcerdà, Camprodon, Ripoll, Olot i Berga, i la vila de Castelló fou assetjada de nou en 1655 pels francesos.
La conferència de Ceret i el Tractat de Llívia (1660) van conformar la nova frontera entre les dues corones.

## Conseqüències
El resultat final va ser dolent per als interessos de Catalunya, la qual va veure's envaïda, a més de perdre territori en favor de França. Més tard, el rei de França, incomplint el tractat dels Pirineus, va prohibir el català i els seus furs anteriors a la zona del Rosselló. Felip IV per la seva banda va signar obediència a les lleis catalanes.

## Cronologia
- 1618: Inici de la Guerra dels Trenta Anys.
- 1626: Trencament de les Corts de Barcelona: Oposició a la Unió d'armes.
- 1635: Inici de les hostilitats entre França i Castella.
- 1637: Fracàs castellà a Leucata.
- 1639: Els francesos ocupen Salses i Òpol.
- 1640: Reconquesta castellano-catalana de Salses.
- 1640: Revolució popular contra els soldats allotjats. Corpus de Sang (7 de juny). Revolució política. Inici de la guerra dels Segadors. Pacte de Ceret.
- 1640: Revolta i independència de Portugal.
- 1640-1641: Campanya espanyola. Ocupació de Tortosa, Batalla de Cambrils, ocupació de Tarragona i Batalla de Martorell.
- 1641: Pacte de la Péronne: Lluís XIII és proclamat comte de Barcelona.
- 1641: Batalla de Montjuïc: Retirada espanyola a Tarragona
- 1641: Fracàs del Setge de Tarragona: Batalles de Constantí, El Catllar, Naval de Tarragona i 2a Naval de Tarragona
- 1642: Batalla naval de Barcelona: Ocupació francesa de Cotlliure, Perpinyà i Salses: Atacs infructuosos espanyol a Lleida i francès a Tortosa.
- 1643: Lluís XIV és proclamat comte de Barcelona.
- 1644: Setge de Lleida i ocupació castellana de Lleida.
- 1644: Assalt a Tarragona i fracàs de l'atac francès.
- 1645: Setge de Roses i ocupació francesa.
- 1646: Setge de Lleida i victòria espanyola de Santa Cecília que aixeca el setge.
- 1647: Setge de Lleida i fracàs francès. Presa d'Àger per Condé.
- 1648: Setge de Tortosa i ocupació francesa.
- 1648-1653: Guerra de la Fronda: Retirada de bona part de les tropes franceses per lluitar en la guerra civil francesa.
- 1649: Campanya espanyola: Lleida, Vimbodí, Poblet, Cabra del Camp, Montblanc, Valls, Constantí, Tarragona, Torredembarra, Vilanova i la Geltrú, Sitges, batalla de Vilafranca, batalla de Montblanc.
- 1650: Reconquesta castellana de Tortosa i Flix.
- 1651: Les tropes castellanes inicien el setge de Barcelona.
- 1652: Les tropes castellanes ocupen Barcelona.
- 1653: Reconquesta francesa de Castelló d'Empúries. Setge i batalla de Girona.
- 1654: Reconquesta francesa de Puigcerdà, La Seu d'Urgell i Berga.
- 1655: Reconquesta francesa d'Hostalric. Victòries castellanes de Solsona i Berga.
- 1656: Inici de les converses de Pau entre França i Castella.
- 1657: Batalla de Castellfollit. Victòria espanyola.
- 1658: Batalla de Camprodon.
- 1659: Fi de les hostilitats (9 de maig). Tractat dels Pirineus (7 de novembre), signat a l'iIla dels Faisans.